# ناردين صغير شائك
ناردين صغير شائك (الاسم العلمي: Valerianella muricata) هو نوع من النباتات يتبع جنس الناردين الصغير من فصيلة معزية الورق.